# Liste der Realschulen in Bayern
Diese Liste enthält alle Realschulen im Freistaat Bayern. Die Liste ist nach Regierungsbezirken gemäß dem Amtlichen Gemeindeschlüssel (AGS) und Orten sortiert. Gemäß der „Liste der Allgemeinbildenden Schulen“ des Bayerischen Landesamtes für Statistik gab es 2024 375 Realschulen in Bayern, im Schuljahr 2023/24 wurden an diesen Realschulen insgesamt  216.284 Schüler von  15.958 Lehrern unterrichtet.

## Historische Entwicklung der Anzahl der Realschulen in Bayern
Die folgende Tabelle zeigt die Entwicklung der Anzahl der Realschulen in Bayern seit 2000 in Jahresschritten, jeweils am Schuljahresende.
| Jahr      | 2000 | 2001 | 2002 | 2003 | 2004 | 2005 | 2006 | 2007 | 2008 | 2009 | 2010 | 2011 | 2012 | 2013 | 2014 | 2015 | 2016 | 2017 | 2018 | 2019 | 2020 | 2021 | 2022 | 2023 | 2024 |
| --------- | ---- | ---- | ---- | ---- | ---- | ---- | ---- | ---- | ---- | ---- | ---- | ---- | ---- | ---- | ---- | ---- | ---- | ---- | ---- | ---- | ---- | ---- | ---- | ---- | ---- |
| insgesamt | 329  | 331  | 334  | 337  | 339  | 342  | 349  | 349  | 349  | 352  | 355  | 364  | 364  | 368  | 374  | 374  | 374  | 373  | 374  | 375  | 375  | 375  | 375  | 374  | 375  |

## Oberbayern

### Landkreis Altötting

#### Altötting
- Herzog-Ludwig-Realschule Altötting
- Maria-Ward-Realschule Altötting

#### Burghausen
- Maria-Ward-Realschule Burghausen

### Landkreis Bad Tölz-Wolfratshausen

#### Bad Tölz
- Staatliche Realschule Bad Tölz

#### Geretsried
- Staatliche Realschule Geretsried

#### Lenggries
- Erzbischöfliche St.-Ursula-Mädchenrealschule Schloss Hohenburg Lenggries

#### Schlehdorf
- Erzbischöfliche Realschule Schlehdorf

#### Wolfratshausen
- Isar-Loisach-Realschule

### Landkreis Berchtesgadener Land

#### Bad Reichenhall
- Erzbischöfliche Maria-Ward-Realschule St. Zeno

#### Freilassing
- Erzbischöfliche Mädchenrealschule Freilassing
- Realschule im Rupertiwinkel

#### Schönau am Königssee
- CJD Christophorusschulen Berchtesgaden

### Landkreis Dachau

#### Dachau
- Dr.-Josef-Schwalber-Realschule

#### Markt Indersdorf
- Erzbischöfliche Realschule Vinzenz von Paul

#### Odelzhausen
- Glonntal-Realschule

#### Weichs
- Theresia-Gerhardinger-Realschule

### Landkreis Ebersberg

#### Baldham
- Staatliche Realschule Vaterstetten

#### Ebersberg
- Dr.-Wintrich-Schule

#### Grafing
- Landschulheim Elkofen im Kollegium Augustinum, staatlich genehmigte Realschule zur sonderpädagogischen Förderung Grafing

#### Markt Schwaben
- Lena-Christ-Realschule

#### Poing
- Dominik-Brunner-Realschule

### Landkreis Eichstätt

#### Beilngries
- Altmühltal-Realschule

#### Eichstätt
- Knabenrealschule Rebdorf der Diözese Eichstätt
- Maria-Ward-Realschule

#### Kösching
- Staatliche Realschule Kösching

### Landkreis Erding

#### Erding
- Erzbischöfliche Mädchenrealschule Heilig Blut
- Herzog-Tassilo-Realschule

#### Oberding
- Staatliche Realschule Oberding

#### Taufkirchen (Vils)
- Staatliche Realschule Taufkirchen (Vils)

### Landkreis Freising

#### Au in der Hallertau
- Abenstal Realschule

#### Eching
- Imma-Mack-Realschule

#### Freising
- Karl-Meichelbeck-Realschule
- Realschule Gute Änger

#### Moosburg an der Isar
- Kastulus-Realschule

### Landkreis Fürstenfeldbruck

#### Fürstenfeldbruck
- Ferdinand-von-Miller-Realschule

#### Germering
- Staatliche Realschule Unterpfaffenhofen

#### Maisach
- Orlando-di-Lasso-Realschule

#### Puchheim
- Staatliche Realschule Puchheim

### Landkreis Garmisch-Partenkirchen

#### Garmisch-Partenkirchen
- Erzbischöfliche St.-Irmengard-Realschule
- Zugspitz-Realschule

#### Murnau am Staffelsee
- Realschule im Blauen Land

### Ingolstadt(Kreisfreie Stadt)
- Freiherr-von-Ickstatt-Realschule
- Gnadenthal-Mädchenrealschule Ingolstadt der Diözese Eichstätt
- Ludwig-Fronhofer-Schule
- Private Tilly-Realschule Ingolstadt

### Landkreis Landsberg am Lech

#### Dießen
- Liebfrauenschule Dießen

#### Kaufering
- Staatliche Realschule Kaufering

#### Landsberg am Lech
- Johann-Winklhofer-Realschule

#### Schondorf am Ammersee
- Wolfgang-Kubelka-Realschule

### Landkreis Miesbach

#### Gmund am Tegernsee
- Realschule Tegernseer Tal

#### Holzkirchen
- Staatliche Realschule Holzkirchen

#### Miesbach
- Gunetzrhainer-Schule

### Landkreis Mühldorf am Inn

#### Haag in Oberbayern
- Staatliche Realschule Haag in Oberbayern

#### Waldkraiburg
- Staatliche Realschule Waldkraiburg

### München (Landeshauptstadt)
- Ernst-Barlach-Realschule
- Erzbischöfliche Maria-Ward-Mädchenrealschule
- Erzbischöfliche Maria-Ward-Realschule Nymphenburg
- Erzbischöfliche Theresia-Gerhardinger-Mädchenrealschule
- Gut Warnberg
- Lukas-Schule
- neuhof neo Realschule
- Neuhof pro Realschule
- Nymphenburger Realschule (München)
- Sabel Realschule München I (staatlich anerkannt)
- Sabel Realschule München II (staatlich genehmigt)
- Samuel-Heinicke-Realschule München
- Georg-Büchner-Realschule
- Joseph-von-Fraunhofer-Schule
- Marieluise-Fleißer-Realschule
- Private Isar Realschule
- Private Pestalozzi Realschule München
- Private Realschule Huber
- Staatliche Realschule Freiham
- Staatlich genehmigte Innovative Realschule München
- Staatliche Schule für Kranke München
- Städt. Adalbert-Stifter Realschule
- Städt. Anne-Frank-Realschule München
- Städt. Carl-Spitzweg-Realschule
- Städt. Franz-Auweck-Abendschule
- Städt. Fridtjof-Nansen-Realschule
- Städt. Willy-Brandt-Gesamtschule München
- Städtische Artur-Kutscher Realschule
- Städtische Balthasar-Neumann-Realschule
- Städtische Carl-von-Linde-Realschule München
- Städtische Elly-Heuss-Realschule
- Städtische Erich Kästner-Realschule (München)
- Städtische Helen-Keller-Realschule
- Städtische Hermann-Frieb-Realschule
- Städtische Ludwig-Thoma-Realschule
- Städtische Maria-Probst-Realschule
- Städtische Realschule an der Blutenburg
- Städtische Ricarda-Huch-Realschule
- Städtische Rudolf-Diesel-Realschule
- Städtische Salvator-Realschule für Mädchen
- Städtische Schulartunabhängige Orientierungsstufe
- Städtische Werner-von-Siemens-Realschule
- Städtische Wilhelm-Busch-Realschule
- Städtische Wilhelm-Röntgen-Realschule

### Landkreis München

#### Aschheim
- St.-Emmeram-Realschule

#### Ismaning
- Johann-Andreas-Schmeller-Realschule

#### Neubiberg
- Staatliche Realschule Neubiberg

#### Pullach im Isartal
- Erzbischöfliche Pater-Rupert-Mayer-Realschule

#### Taufkirchen
- Walter-Klingenbeck-Schule

#### Unterschleißheim
- Edith-Stein-Realschule Unterschleißheim
- Staatliche Realschule Unterschleißheim

### Landkreis Neuburg-Schrobenhausen

#### Neuburg an der Donau
- Maria-Ward-Realschule Neuburg a. d. Donau
- Staatliche Realschule Neuburg a. d. Donau (vormals Paul-Winter-Realschule)[3]

#### Schrobenhausen
- Franz-von-Lenbach-Schule
- Maria-Ward-Realschule Schrobenhausen

### Landkreis Pfaffenhofen an der Ilm

#### Geisenfeld
- Staatliche Realschule Geisenfeld

#### Manching
- Realschule am Keltenwall

#### Pfaffenhofen an der Ilm
- Georg-Hipp-Realschule

### Rosenheim(Kreisfreie Stadt)
- Johann-Rieder-Realschule
- Städtische Realschule für Mädchen Rosenheim

### Landkreis Rosenheim

#### Bad Aibling
- Dietrich-Bonhoeffer-Bildungscampus – Realschule
- Wilhelm-Leibl-Realschule

#### Brannenburg
- Dientzenhofer-Schule
- Realschule Schloss Brannenburg

#### Bruckmühl
- Staatliche Realschule Bruckmühl

#### Prien am Chiemsee
- Chiemsee-Realschule
- Realschule Prien

#### Wasserburg am Inn
- Anton-Heilingbrunner-Schule

### Landkreis Starnberg

#### Gauting
- Staatliche Realschule Gauting

#### Herrsching am Ammersee
- Staatliche Realschule Herrsching

#### Tutzing
- Benedictus-Realschule Tutzing

### Landkreis Traunstein

#### Marquartstein
- Achental-Realschule Marquartstein

#### Traunreut
- Staatliche Realschule Traunreut

#### Traunstein
- Erzbischöfliche Maria-Ward-Mädchenrealschule
- Reiffenstuel-Realschule

#### Trostberg
- Staatliche Realschule Trostberg

### Landkreis Weilheim-Schongau

#### Peißenberg
- Staatliche Realschule Peißenberg

#### Penzberg
- Heinrich-Campendonk-Realschule

#### Schongau
- Pfaffenwinkel-Realschule Schongau

#### Weilheim in Oberbayern
- Staatliche Realschule Weilheim

## Niederbayern

### Abensberg
- Johann-Turmair-Realschule

### Aiterhofen
- Angela-Fraundorfer-Realschule

### Arnstorf
- Staatliche Realschule Arnstorf

### Bad Griesbach im Rottal
- Staatliche Realschule Bad Griesbach im Rottal

### Bogen
- Ludmilla-Realschule

### Deggendorf
- Realschule Deggendorf

### Dingolfing
- Herzog-Tassilo-Realschule

### Eggenfelden
- Stefan-Krumenauer-Realschule

### Ergolding
- Staatliche Realschule Ergolding

### Freyung
- Staatliche Realschule Freyung

### Grafenau
- Staatliche Realschule Grafenau

### Hauzenberg
- Johann-Riederer-Schule

### Landau an der Isar
- Viktor-Karell-Realschule

### Landshut
- Erzbischöfliche Ursulinen-Realschule
- Staatliche Realschule Landshut

### Mainburg
- Staatliche Realschule Mainburg

### Mallersdorf-Pfaffenberg
- Nardini-Realschule Mallersdorf

### Neufahrn in Niederbayern
- Staatliche Realschule Neufahrn in Niederbayern

### Osterhofen
- Landgraf-Leuchtenberg-Realschule

### Passau
- Gisela-Realschule
- Staatliche Realschule Passau

### Pfarrkirchen
- Staatliche Realschule Pfarrkirchen

### Plattling
- Conrad-Graf-Preysing-Realschule

### Neuhaus am Inn
- Maria-Ward-Realschule Neuhaus am Inn

### Niederviehbach
- Realschule der Dominikanerinnen

### Ortenburg
- Columba-Neef-Realschule Neustift
- Evangelische Realschule Ortenburg

### Regen
- Siegfried-von-Vegesack-Realschule

### Riedenburg
- Johann-Simon-Mayr-Schule
- Mädchenrealschule St. Anna Riedenburg

### Rottenburg an der Laaber
- Realschule Oberroning
- Staatliche Realschule Rottenburg

### Straubing
- Jakob-Sandtner-Schule
- Ursulinen Realschule

### Schöllnach
- Staatliche Realschule Schöllnach

### Simbach am Inn
- Staatliche Realschule Simbach

### Tittling
- Realschule im Dreiburgenland

### Viechtach
- Staatliche Realschule Viechtach

### Vilsbiburg
- Staatliche Realschule Vilsbiburg

### Vilshofen an der Donau
- Coelestin-Maier-Realschule Schweiklberg

### Zwiesel
- Staatliche Realschule Zwiesel

## Oberpfalz

### Amberg
- Franz-Xaver-von-Schönwerth-Realschule
- Dr.-Johanna-Decker-Realschule

### Auerbach in der Oberpfalz
- Realschule des Zweckverbandes Auerbach (Auerbach)

### Bad Kötzting
- Staatliche Realschule Bad Kötzting

### Berching
- Staatliche Realschule Berching

### Burglengenfeld
- Realschule am Kreuzberg

### Cham
- Marienrealschule Cham

### Furth im Wald
- Staatliche Realschule Furth im Wald

### Kemnath
- Staatliche Realschule Kemnath

### Nabburg
- Naabtal-Realschule Nabburg

### Neumarkt in der Oberpfalz
- Staatliche Realschule für Knaben Neumarkt in der Oberpfalz
- Staatliche Realschule für Mädchen Neumarkt in der Oberpfalz

### Neunburg vorm Wald
- Gregor-von-Scherr-Schule

### Neustadt an der Waldnaab
- Lobkowitz-Realschule Neustadt a. d. Waldnaab

### Neutraubling
- Staatliche Realschule Neutraubling

### Obertraubling
- Realschule Obertraubling

### Parsberg
- Edith-Stein-Realschule Parsberg

### Pielenhofen
- Herder-Schule

### Regensburg
- Albert-Schweitzer-Realschule
- Realschule am Judenstein
- Mädchenrealschule Niedermünster Regensburg
- Private Realschule Pindl
- St. Marien-Realschule

### Regenstauf
- Max-Ulrich-von-Drechsel-Realschule

### Roding
- Konrad-Adenauer-Schule

### Schwandorf
- Konrad-Max-Kunz-Realschule Schwandorf
- Mädchenrealschule St. Josef Schwandorf

### Sulzbach-Rosenberg
- Walter-Höllerer-Realschule

### Vohenstrauß
- Staatliche Realschule Vohenstrauß

### Waldmünchen
- Staatliche Realschule Waldmünchen

### Waldsassen
- Realschule im Stiftland
- Mädchenrealschule der Zisterzienserinnen Waldsassen

### Weiden in der Oberpfalz
- Hans-Scholl-Realschule Weiden i. d. OPf.
- Sophie-Scholl-Realschule Weiden i.d. OPf.

## Oberfranken

### Bad Staffelstein
- Staatliche Realschule Bad Staffelstein

### Bamberg
- Graf-Stauffenberg-Realschule
- Maria-Ward-Realschule Bamberg der Erzdiözese Bamberg

### Bayreuth
- Alexander-von-Humboldt-Realschule
- Johannes-Kepler-Realschule

### Burgkunstadt
- Staatliche Realschule Burgkunstadt

### Coburg
- Staatliche Realschule Coburg I
- Staatliche Realschule Coburg II

### Ebermannstadt
- Staatliche Realschule Ebermannstadt

### Ebrach
- Steigerwaldschule

### Forchheim
- Georg-Hartmann-Realschule

### Gefrees
- Jacob-Ellrod-Schule

### Gräfenberg
- Staatliche Realschule Gräfenberg

### Helmbrechts
- Staatliche Realschule Helmbrechts

### Hirschaid
- Staatliche Realschule Hirschaid

### Hof (Saale)
- Johann-Georg-August-Wirth-Realschule Hof

### Hollfeld
- Staatliche Gesamtschule Hollfeld

### Kulmbach
- Carl-von-Linde-Schule

### Marktredwitz
- Staatliche Realschule Marktredwitz

### Naila
- Staatliche Realschule Naila

### Neustadt bei Coburg
- Staatliche Realschule Neustadt b. Coburg

### Pegnitz
- Staatliche Realschule Pegnitz

### Rehau
- Staatliche Realschule Rehau

### Scheßlitz
- Staatliche Realschule Scheßlitz

### Selb
- Staatliche Realschule Selb

### Wunsiedel
- Sigmund-Wann-Realschule

## Mittelfranken

### Abenberg
Mädchenrealschule Marienburg Abenberg der Diözese Eichstätt

### Ansbach
- Johann-Steingruber-Schule

### Erlangen
- Freie Waldorfschule Erlangen
- Realschule am Europakanal
- Werner-von-Siemens-Realschule

### Feucht
- Staatliche Realschule Feucht

### Feuchtwangen
- Johann-Georg-von-Soldner-Schule

### Fürth
- Hans-Böckler-Schule Fürth
- Leopold-Ullstein-Realschule

### Gunzenhausen
- Realschule Hensoltshöhe der Stiftung Hensoltshöhe gGmbH

### Heilsbronn
- Markgraf-Georg-Friedrich-Realschule

### Herrieden
- Staatliche Realschule Herrieden

### Hersbruck
- Johannes-Scharrer-Realschule

### Herzogenaurach
- Staatliche Realschule Herzogenaurach

### Hilpoltstein
- Staatliche Realschule Hilpoltstein

### Höchstadt an der Aisch
- Staatliche Realschule Höchstadt

### Kronach
- Maximilian-von-Welsch-Schule
- Siegmund-Loewe-Schule Kronach

### Langenzenn
- Staatliche Realschule Langenzenn

### Lauf
- Oskar-Sembach-Realschule

### Neuendettelsau
- Laurentius-Realschule Neuendettelsau der Diakoneo KdöR

### Neustadt an der Aisch
- Dietrich-Bonhoeffer-Realschule

### Nürnberg
- Adolf-Reichwein-Schule Nürnberg
- Abendrealschule der Stadt Nürnberg
- Bertolt-Brecht-Schule Nürnberg
- Städtische Adam-Kraft-Realschule Nürnberg
- Städtische Peter-Vischer-Schule Nürnberg
- Städtische Veit-Stoß-Realschule Nürnberg
- Geschwister-Scholl-Realschule
- Johann-Pachelbel-Realschule
- Maria-Ward-Schule Nürnberg
- Peter-Heinlein-Realschule Nürnberg
- Rudolf-Steiner-Schule Nürnberg
- Staatlich anerkannte Sabel Realschule Nürnberg I (Nürnberg)
- Staatlich genehmigte Sabel Realschule Nürnberg II (Nürnberg)
- Wilhelm-Löhe-Schule (Nürnberg)

### Roth
- Wilhelm-von-Stieber-Realschule

### Röthenbach an der Pegnitz
- Realschule am Fränkischen Dünenweg

### Rothenburg ob der Tauber
- Oskar-von-Miller-Realschule Rothenburg o.d.T.

### Scheinfeld
- Real- und Fachoberschule Schloss Schwarzenberg

### Schillingsfürst
- Edith-Stein-Realschule Schillingsfürst der Erzdiözese Bamberg

### Schwabach
- Hermann-Stamm-Realschule

### Treuchtlingen
- Senefelder-Schule

### Uffenheim
- Christian-von-Bomhard-Schule Uffenheim

### Wassertrüdingen
- Staatliche Realschule Wassertrüdingen

### Weißenburg in Bayern
- Staatliche Realschule Weißenburg

### Wendelstein
- Freie Waldorfschule Wendelstein

### Zirndorf
- Staatliche Realschule Zirndorf

## Unterfranken

### Alzenau
- Edith-Stein-Schule

### Amorbach
- Theresia-Gerhardinger-Realschule der Diözese Würzburg in Amorbach

### Arnstein
- Michael-Ignaz-Schmidt-Schule

### Aschaffenburg
- Maria-Ward-Schule Aschaffenburg
- Private Realschule Krauß (Aschaffenburg)
- Ruth-Weiss-Realschule

### Bad Brückenau
- Staatliche Realschule Bad Brückenau

### Bad Kissingen
- Staatliche Realschule Bad Kissingen

### Bad Königshofen
- Dr.-Karl-Grünewald-Schule Bad Königshofen

### Bad Neustadt
- Werner-von-Siemens-Realschule

### Bessenbach
- Staatliche Realschule Bessenbach

### Dettelbach
- Staatliche Realschule Dettelbach

### Ebern
- Dr.-Ernst-Schmidt-Realschule

### Elsenfeld
- Staatliche Realschule Elsenfeld

### Eltmann
- Wallburg-Realschule

### Gemünden am Main
- Staatliche Realschule Gemünden am Main
- Theodosius-Florentini-Schule

### Gerolzhofen
- Ludwig-Derleth-Realschule

### Großostheim
- Staatliche Realschule Großostheim

### Hammelburg
- Jakob-Kaiser-Realschule

### Haßfurt
- Dr.-Auguste-Kirchner-Realschule

### Hofheim in Unterfranken
- Jacob-Curio-Realschule

### Höchberg
- Leopold-Sonnemann-Realschule

### Hösbach
- Staatliche Realschule Hösbach

### Karlstadt
- Johann-Rudolph-Glauber-Schule

### Kitzingen
- Staatliche Realschule Kitzingen

### Lohr am Main
- Georg-Ludwig-Rexroth-Realschule Lohr

### Marktbreit
- Leo-Weismantel-Realschule Marktbreit
- Private Realschule des Bildungswerks Marktbreit e. V.

### Marktheidenfeld
- Staatliche Realschule Marktheidenfeld

### Mellrichstadt
- Ignaz-Reder-Realschule

### Miltenberg
- Johannes-Hartung-Realschule

### Obernburg am Main
- Main-Limes-Realschule Obernburg

### Ochsenfurt
- Realschule am Maindreieck

### Schonungen
- Staatliche Realschule Schonungen

### Schweinfurt
- Private Pelzl-Realschule
- Walther-Rathenau-Realschule der Stadt Schweinfurt
- Wilhelm-Sattler-Realschule Schweinfurt

### Volkach
- Franken-Landschulheim Schloss Gaibach
- Mädchenrealschule der Dillinger Franziskanerinnen Volkach

### Würzburg
- David-Schuster-Realschule
- Jakob-Stoll-Schule
- Maria-Ward-Schule Würzburg
- St.-Ursula-Schule
- Wolffskeel-Schule

## Schwaben

### Affing
- Staatliche Realschule Affing

### Aichach
- Wittelsbacher-Realschule

### Augsburg
- A. B. von Stettensches Institut Augsburg
- Abendrealschule für Berufstätige der Stadt Augsburg
- Agnes-Bernauer-Schule (Augsburg)
- Bertolt-Brecht-Realschule Augsburg
- Bischof-Ulrich-Realschule Augsburg des Schulwerks der Diözese Augsburg
- Heinrich-von-Buz-Realschule Augsburg
- Maria-Ward-Realschule Augsburg
- Mädchenrealschule Sankt Ursula (Augsburg)
- Realschule Maria Stern Augsburg

### Babenhausen
- Anton Fugger Realschule Babenhausen Staatliche Realschule

### Bobingen
- Staatliche Realschule Bobingen

### Buchloe
- Staatliche Realschule Buchloe

### Burgau
- Markgrafen-Realschule

### Dillingen
- St.-Bonaventura-Realschule Dillingen

### Donauwörth
- Realschule Heilig Kreuz Donauwörth
- Realschule St. Ursula Donauwörth

### Friedberg
- Konradin-Realschule

### Füssen
- Johann-Jakob-Herkomer-Schule

### Günzburg
- Dominikus-Zimmermann-Realschule
- Maria-Ward-Realschule Günzburg des Schulwerks der Diözese Augsburg

### Ichenhausen
- Hans-Maier-Realschule

### Illertissen
- Johannes-von-La Salle-Realschule Illertissen

### Immenstadt im Allgäu
- Mädchenrealschule Maria Stern Immenstadt
- Staatl. Realschule für Knaben

### Jettingen-Scheppach
- Mindeltal-Realschule

### Kaufbeuren
- Marien-Realschule Kaufbeuren (Kaufbeuren)
- Sophie-La-Roche-Realschule

### Kempten (Allgäu)
- Maria-Ward-Schule Kempten
- Realschule an der Salzstraße
- Städtische Realschule Kempten

### Königsbrunn
- Via-Claudia-Realschule

### Krumbach (Schwaben)
- Staatliche Realschule Krumbach

### Lauingen
- Donau-Realschule Lauingen

### Lindau
- Maria-Ward-Realschule Lindau (B)
- Staatliche Realschule Lindau

### Lindenberg im Allgäu
- Staatliche Realschule Lindenberg

### Marktoberdorf
- Staatliche Realschule Marktoberdorf

### Meitingen
- Dr.-Max-Josef-Metzger-Schule

### Memmingen
- Sebastian-Lotzer-Realschule der Stadt Memmingen
- Staatliche Realschule Memmingen

### Mering
- Staatliche Realschule Mering

### Mindelheim
- Maria-Ward-Realschule Mindelheim des Schulwerks der Diözese Augsburg
- Maristenkolleg Mindelheim Realschule

### Neu-Ulm
- Christoph-Probst-Realschule
- Inge-Aicher-Scholl-Realschule

### Neusäß
- Staatliche Realschule Neusäß

### Nördlingen
- Realschule Maria Stern Nördlingen des Schulwerks der Diözese Augsburg

### Ottobeuren
- Rupert-Ness-Realschule

### Obergünzburg
- Staatliche Realschule Obergünzburg

### Rain (Lech)
- Staatliche Realschule Rain

### Schwabmünchen
- Leonhard-Wagner-Realschule

### Sonthofen
- Staatliche Realschule Sonthofen

### Thannhausen
- Christoph-von-Schmid-Schule

### Vöhringen
- Staatliche Realschule Vöhringen

### Wallerstein
- Maria-Ward-Realschule Wallerstein

### Weißenhorn
- Städtische Realschule Weißenhorn

### Wemding
- Anton-Jaumann-Realschule

### Wertingen
- Anton-Rauch-Realschule

### Zusmarshausen
- Staatliche Realschule Zusmarshausen